# I See You (album)
I See You – album studyjny grupy rockowej Gong, wydany w 2014 roku nakładem Madfish.

## Lista utworów
Opracowano na podstawie materiału źródłowego.
| Nr  | Tytuł utworu                           | Muzyka                                                        | Długość |
| --- | -------------------------------------- | ------------------------------------------------------------- | ------- |
| 1.  | „I See You”                            | Daevid Allen, Orlando Allen, Dave Sturt                       | 3:24    |
| 2.  | „Occupy”                               | D. Allen, D. Sturt, Ian East                                  | 2:52    |
| 3.  | „When God Shakes Hands with the Devil” | Kavus Torabi, D. Allen                                        | 5:36    |
| 4.  | „The Eternal Wheel Spins”              | Fabio Golfetti, O. Allen                                      | 7:08    |
| 5.  | „Syllabub”                             | D. Sturt, D. Allen, I. East                                   | 4:31    |
| 6.  | „This Revolution”                      | D. Allen, D. Sturt, I. East                                   | 3:44    |
| 7.  | „You See Me”                           | D. Allen, O. Allen, D. Sturt, I. East, F. Golfetti, K. Torabi | 2:40    |
| 8.  | „Zion My T-Shirt”                      | D. Sturt, D. Allen                                            | 6:09    |
| 9.  | „Pixielation”                          | I. East, D. Allen                                             | 4:44    |
| 10. | „A Brew of Special Tea”                | O. Allen                                                      | 1:22    |
| 11. | „Thank You”                            | D. Allen                                                      | 10:30   |
| 12. | „Shakti Yoni & Dingo Virgin”           | D. Allen, Gilli Smyth                                         | 9:32    |
|     |                                        |                                                               | 1:02:12 |

## Twórcy
Opracowano na podstawie materiału źródłowego.
Muzycy:
- Daevid Allen ("Dada Ali") – gitara, śpiew
- Orlando Allen ("Flamedog Alien") – perkusja, śpiew (4)
- Dave Sturt ("Unicorn Strut") – gitara basowa, sampling
- Kavus Torabi ("Spiral K. Octoflash") – gitara
- Fabio Golfetti ("Fabuloso Golfcart") – gitara
- Ian East ("Eastwinds i.e. Windows") – saksofon, flet

Dodatkowi muzycy:
- Gilli Smyth – (kosmiczny) śpiew

Produkcja:
- Orlando Allen – produkcja muzyczna, inżynieria dźwięku, miksowanie (w Flamedog Records Studios oraz Bananamoon Observatory Studios w Australii)
- Daevid Allen, Dave Sturt – produkcja muzyczna
- Udi Koomran – mastering (w Ginger Studio w Tel Awiwie)